# Haplinis major
Haplinis major là một loài nhện trong họ Linyphiidae.
Loài này thuộc chi Haplinis. Haplinis major được A. David Blest miêu tả năm 1979.